# Simyra
Simyra  es un género  de lepidópteros de la familia Noctuidae. Es originario de Eurasia. El género fue descrito por Ochsenheimer en 1816.

## Especies
- Simyra albovenosa Goeze, 1781
- Simyra dentinosa Freyer, 1838
- Simyra insularis (Herrich-Schäffer, 1868)
- Simyra nervosa Denis & Schiffermüller, 1775
- Simyra splendida Staudinger, 1888